# Етрубл
Етрубл (итал. Etroubles) је насеље у Италији у округу Долина Аосте, региону Долина Аосте.
Према процени из 2011. у насељу је живело 363 становника. Насеље се налази на надморској висини од 1278 м.

## Становништво
| 1951. | 1961. | 1971. | 1981. | 1991. | 2001. | 2011. |
| ----- | ----- | ----- | ----- | ----- | ----- | ----- |
| 552   | 503   | 495   | 439   | 429   | 439   | 496   |